# 格拉茨附近埃格尔斯多夫
格拉茨附近埃格尔斯多夫是奥地利施蒂利亚州格拉茨城郊县的一个市镇。总面积9.91平方公里，总人口1918人，人口密度193.5人/平方公里（2001年）。